# O Veado de Ouro

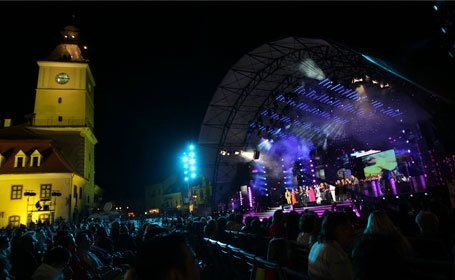
Palco do Festival O Veado de Ouro próximo à velha prefeitura de Braşov.

O Veado de Ouro (em romeno:  Cerbul de Aur) é um festival internacional anual de música realizado em Brasov, Roménia. O principal organizador é Televiziunea Română, a rede estatal (e a maior) da Roménia. O festival tem duas componentes principais: um concurso internacional e atuações de convidados e estrelas estrangeiras. O Veado de Ouro foi realizado pela primeira vez em 1967.
Artistas bem-conhecidos que já se estiveram no festival ao longo dos anos incluem Jacques Hustin, Gilbert Becaud, Josephine Baker, Toto Cutugno, James Brown, Kylie Minogue, Diana Ross, Christina Aguilera, Cyndi Lauper, Kenny Rogers, Jerry Lee Lewis, Ray Charles, UB 40, INXS, Escorpiões, Tom Jones, Tiziano Ferro, Ricky Martin, P!nk, Sheryl Crow, Kelly Família, t.A. T. u., Ruslana e muitos outros.
O festival teve lugar durante o verão, mas, mais recentemente, foi transferido para o outono. Em 2006, os organizadores consideram realizar o festival na primavera para garantir a presença de grandes artistas.
Nos últimos anos, o Festival "O Veado de Ouro" foi patrocinado inteiramente pela TVR, depois de o Município de Brasov e do Ministério da Cultura romeno terem decidido parar de financiar o evento.